# Daniel Grimshaw
Daniel James Grimshaw (Salford, 16 gennaio 1998) è un calciatore inglese, portiere del Plymouth.

## Carriera
Grimshaw è cresciuto nel settore giovanile del Manchester City con cui ha firmato un contratto professionistico nel giugno del 2018. Nel gennaio del 2020 è stato ceduto in prestito nella sesta divisione inglese all'Hemel H. Town ed il 5 ottobre seguente, con la stessa formula, è passato al Lommel, nella seconda divisione belga.
Il 1º luglio 2021 ha lasciato i Citizens a parametro zero ed ha firmato un biennale con il Blackpool. Inizialmente riserva di Chris Maxwell, in seguito ad un infortunio subito da quest'ultimo ha iniziato a giocare con regolarità.
Il 23 agosto 2024 è stato acquistato dal Plymouth.

## Statistiche

### Presenze e reti nei club
Statistiche aggiornate al 3 novembre 2024.’’
| Stagione        | Squadra         | Campionato      | Campionato | Campionato | Coppe nazionali | Coppe nazionali | Coppe nazionali | Coppe continentali | Coppe continentali | Coppe continentali | Altre coppe | Altre coppe | Altre coppe | Totale | Totale |
| Stagione        | Squadra         | Comp            | Pres       | Reti       | Comp            | Pres            | Reti            | Comp               | Pres               | Reti               | Comp        | Pres        | Reti        | Pres   | Reti   |
| --------------- | --------------- | --------------- | ---------- | ---------- | --------------- | --------------- | --------------- | ------------------ | ------------------ | ------------------ | ----------- | ----------- | ----------- | ------ | ------ |
| gen.-giu. 2020  | Hemel H. Town   | NLS             | 7          | -5         | FACup           | 0               | 0               | -                  | -                  | -                  | FAT         | 0           | 0           | 7      | -5     |
| 2020-2021       | Lommel          | D2              | 10         | -15        | CB              | 0               | 0               | -                  | -                  | -                  | -           | -           | -           | 10     | -15    |
| 2021-2022       | Blackpool       | FLC             | 26         | -27        | FACup+CdL       | 1+2             | -2,-3           | -                  | -                  | -                  | -           | -           | -           | 29     | -32    |
| 2022-2023       | Blackpool       | FLC             | 18         | -24        | FACup+CdL       | 0               | 0               | -                  | -                  | -                  | -           | -           | -           | 18     | -24    |
| 2023-2024       | Blackpool       | FL1             | 45         | -47        | FACup+CdL       | 0               | 0               | -                  | -                  | -                  | FLT         | 2           | -4          | 47     | -51    |
| ago. 2024       | Blackpool       | FL1             | 2          | -5         | FACup+CdL       | 0               | 0               | -                  | -                  | -                  | FLT         | 0           | 0           | 2      | -5     |
| 2024-2025       | Plymouth        | FLC             | 8          | -15        | FACup+CdL       | 0+1             | 0,-2            | -                  | -                  | -                  | -           | -           | -           | 9      | -17    |
| Totale carriera | Totale carriera | Totale carriera | 117        | -138       |                 | 4               | -7              |                    | -                  | -                  |             | 2           | -4          | 123    | -149   |